# 만커피
만커피(Maan Coffee)는 중국의 커피 체인점이다. 첫 번째 매장은 2010년 12월 25일에 문을 열었다. 2015년까지 매장 수는 150개 이상으로 확장되었다.